# Arada
Arada (románul: Horea) település Romániában, Erdélyben, Fehér megyében, az azonos nevű község központja.

## Fekvése
Arada Bihar megye, Kolozs megye határán, az Erdélyi Szigethegység lábánál, a Nagy-Aranyos völgyében, Fehérvölgy közelében fekvő település.

## Története
Arada nevét 1839-ben említették először Arada, 1909-1919 között Arada vagy Albac néven 1909-ben Albac, 1974-ben Horea néven írták.
A 2002 évi népszámlálás adatai szerint 2371 lakosából 2352 román, 19 cigány volt. Ebből 2323 ortodox, a többi egyéb volt.
A település lakosainál nagy hagyománya van a fafeldolgozásnak.
Községközpont, a hozzá tartozó falvak: Baba, Butești, Dârlești, Fericet, Giurgiuț, Măncești, Mătișești, Niculești, Pătrușești, Petreasa, Preluca, Teiu, Trifești és Zânzești.

## Nevezetességek
- 1731-ben itt született Vasile Ursu Nicola (Urszu Miklós, Hóra, Horea), az 1784-es erdélyi parasztfelkelés egyik vezetője.